# 柬埔寨王家勋章
柬埔寨王家勳章是柬埔寨的一種勳章，創立於柬埔寨保護國時期。
1845年，柬埔寨淪為泰國和越南的共同保護國。1864年，諾羅敦國王治下的柬埔寨在法國的幫助下獨立，但被迫接受法國保護。受法國文化的影響，諾羅敦於2月8日設立「柬埔寨王家勳章」，下設五級。1896年之後，柬埔寨國王與法國政府互相授予柬埔寨王家勳章，法國總統為大十字級。1896年，納入法國殖民地勳章的管理系統中。
1948年以後，法國中止授予該勳章，此後，柬埔寨王家勳章只由柬埔寨國王授予。1970年柬埔寨政變後，高棉共和國廢止該勳章，但流亡中國的柬埔寨王國民族團結政府予以保留。在1993年柬埔寨王室復辟後，這一勳章又被恢復。

## 著名受勳者
- 董必武[1]）
- 毛澤東
- 明仁
- 諾羅敦·阿倫拉斯美
- 阮福保隆
- 保大帝
- 普密蓬·阿杜德
- 讓-巴蒂斯特·比洛（英语：Jean-Baptiste Billot）
- 肖桑科萨
- 沙林察
- 夏爾·戴高樂
- 哈桑二世
- 昭和天皇
- 金日成
- 宋慶齡
- 让·德·拉特尔·德·塔西尼
- 菲利普·勒克萊爾
- 利奧波德二世
- 曼努埃爾·奎松
- 洪玛奈
- 诺罗敦·莫尼列
- 贺南洪
- 文翁
- 笹川阳平
- 冯·萨旺（英语：Vong Savang）
- 诺罗敦·西哈莫尼
- 端姑賽西拉祖丁
- 狄班
- 成泰帝
- 约瑟普·布罗兹·铁托
- 西萨旺·冯
- 拉蒙·麥格塞塞
- 陈毅
- 江青
- 王光美

1. ↑  . 人民日报. 1964-10-06: 1.